# Tidningsbärarna
Tidningsbärarna var ett företag ägt av de stora morgontidningarna i Skåne, Blekinge och större delen av Småland samt Sjuhäradsbygden, grundat 1970. Företagets 3000 tidningsbud delade ut tidningar till cirka 1,2 miljoner abonnenter varje morgon.
Sedan januari 2017 splittrades Tidningsbärarna i tre delar:
Västra Skåne (Vellinge till Ängelholm) togs över av det nystartade bolaget NIM Distribution i Skåne AB,
östra Skåne (undantag Eslöv, Höör, Hörby, Hässleholm) samt Blekinge, Kronobergs län, Kalmar län samt Sjuhäradsbygden övertogs av det nystartade bolaget Point Logistik,
i mellersta Skåne valde Skånska Dagbladet att anlita det PostNord-ägda företaget Tidningstjänst AB (TAB). 
NIM Distribution i Skåne AB ägs av Sydsvenska Dagbladet/Helsingborgs Dagblad och har sitt säte i Malmö,
Point Logistik ägs av Gota Media och har sitt säte i Kalmar,
TAB har sitt skånekontor i Hässleholm
Förutom tidningar delar även företagen ut paket via MTD (Morgontidig distribution), samhällsinformation (TAB), samt gratistidningen Hallå! (NIM) och brev som underleverantör åt Citymail.